# Franziska Arndt
Franziska Arndt (* 1. Januar 1974 in Lübeck) ist eine deutsche Schauspielerin.

## Leben
Nach ihrem Abitur 1993 absolvierte Franziska Arndt ab 1995 eine Schauspielausbildung an der Folkwang-Hochschule in Essen, die sie 1999 mit Diplom abschloss. Bereits während dieser Zeit hatte Arndt erste Gastverträge am Düsseldorfer Schauspielhaus und bei den Ruhrfestspielen in Recklinghausen. Nach einem Gastspiel am Theater Bremen 1999 als Betty Parris in Arthur Millers Hexenjagd trat sie im selben Jahr ein Festengagement am Nationaltheater Mannheim an. Von 2001 bis 2009 war Franziska Arndt freischaffend tätig mit Gastverträgen an den Theatern in Bremen und Lübeck, am Schlosstheater Moers, dem Staatstheater Nürnberg und den Sophiensaelen in Berlin. Von 2007 bis 2009 folgte ein weiteres Festengagement am Theater Augsburg. Daran anschließend arbeitete sie am Alten Schauspielhaus Stuttgart, wiederum in Nürnberg und Augsburg sowie am Theater Osnabrück.
Franziska Arndts Rollenspektrum umfasst neben vielen anderen die Titelfigur in Schillers Maria Stuart, die Orsina in Emilia Galotti von Lessing oder die Prinzessin Eboli in Don Karlos. Ferner sah man sie in zahlreichen Shakespeare-Stücken, in Ibsens Wildente oder in Der Gott des Gemetzels von Yasmina Reza. Arndt verkörperte ferner Fräulein Rasch in Franz Xaver Kroetz’ Einpersonenstück Wunschkonzert und war die Blanche in Endstation Sehnsucht von Tennessee Williams.
1999 hatte Franziska Arndt ihr Kameradebüt in einer Folge der Arztserie Stadtklinik. Seitdem konnte man sie gelegentlich in Episodenrollen verschiedener Krimireihen sehen, wie Die Rosenheim-Cops, SOKO Köln oder in den Tatort-Folgen Wir sind die Guten und Vier Jahre.
Darüber hinaus hat Arndt in einigen Hörspielproduktionen des WDR mitgewirkt, u. a. in Tierische Profite von Donna Leon, einem Kriminalfall um deren Romanfigur Commissario Brunetti.
Franziska Arndt lebt in Aachen.

## Filmografie (Auswahl)
- 1999: Stadtklinik – Lebensmüde (Fernsehserie)
- 2005: Das Duo – Herzflimmern (Fernsehserie)
- 2006: Carls Schwester (Kurzfilm)
- 2007: Elvis und der Kommissar – Kubanische Zigarren (Krimiserie)
- 2008: Hong Kong (Kurzfilm)
- 2008: Die Rosenheim-Cops – Mit Schwung in den Tod (Fernsehserie)
- 2009: Tatort – Wir sind die Guten (Fernsehserie)
- 2010: SOKO Köln – Ein ehrenwertes Haus (Fernsehserie)
- 2011: Eine dunkle Begierde (Film)
- 2012: Sicher ist nichts (Kurzfilm)
- 2014: Es ist alles in Ordnung (Film)
- 2014: Wilsberg – 90-60-90 (Fernsehserie)
- 2014, 2020: SOKO Köln – Bulle sucht Frau, Schrei nach Liebe (Fernsehserie)
- 2016: Friesland – Klootschießen (Fernsehserie)
- 2017: Rentnercops – Liebesspieler (Krimiserie)
- 2017: Heldt – Unter die Haut (Fernsehserie)
- 2018: Sankt Maik (Fernsehserie)
- 2018–2019: Freundinnen – Jetzt erst recht (Fernsehserie)
- 2018: Helen Dorn – Prager Botschaft (Fernsehserie)
- 2020: Marie Brand und die Liebe zu viert (Fernsehreihe)
- 2021: Das Lied des toten Mädchens (Fernsehfilm)
- 2022: Tatort: Vier Jahre (Fernsehreihe)
- 2022: Bettys Diagnose – Schmerzhafte Wahrheit (Fernsehserie)
- 2023: Marie Brand und die Ehrenfrauen (Fernsehreihe)
- 2023: Ein Sommer auf Kreta (Fernsehreihe)
- 2023: In aller Freundschaft: Keine Zeit für Träume (Fernsehserie)
- 2024: Morden im Norden – Nichts zu verlieren (Fernsehserie)
- 2024: Aus dem Leben (Fernsehfilm)
- 2024: WaPo Bodensee – Vermisst (Fernsehserie)
- 2025: Wilsberg: Achtsam bis tödlich (Fernsehreihe)

## Hörspielproduktionen
- 2012: Puppenstadt – Regie: Petra Feldhoff
- 2013: Tierische Profite – Regie: Uwe Schareck
- 2013: Grenzfall (Teil 1) – Regie: Thomas Leutzbach
- 2013: Rattenkönig Birlibi – Regie: Uwe Schareck, Uta Reitz
- 2014: Der Padischah und die dreißig Peris – Regie: Uwe Schareck, Uta Reitz
- 2014: Der Drache und der Schlüssel – Regie: Uwe Schareck, Uta Reitz

## Oper
- 2005: Joseph Haydn: Die reisende Ceres, Junge Oper der Staatsoper Stuttgart – Regie: Manfred Weiss

## Auszeichnungen
- 2009: Augsburger Theaterpreis